# Catedral de Santa María (Austin)
La Catedral de Santa María (en inglés: Cathedral of Saint Mary) es la iglesia catedral de la diócesis de Austin ubicada en Texas, al sur de los Estados Unidos. Fue incluida en el Registro Nacional de Lugares Históricos en 1973, como la catedral de Santa María. 
Los orígenes de esta iglesia datan de la década de 1850 cuando la comunidad católica en Austin (entonces capital temporal del nuevo estado con una población de alrededor de 600) construyó una pequeña iglesia de piedra llamada de San Patricio en la esquina de las calles 9 y Brazos. En 1866, la iglesia pasó a llamarse Santa María, y la parroquia decidió que necesitaban una nueva iglesia y que se podían permitir una construcción de mampostería. En 1872, después de que Austin se convirtió en la capital permanente del estado, la parroquia puso la primera piedra de la nueva iglesia eligiendo un lugar a una cuadra al norte del edificio original.

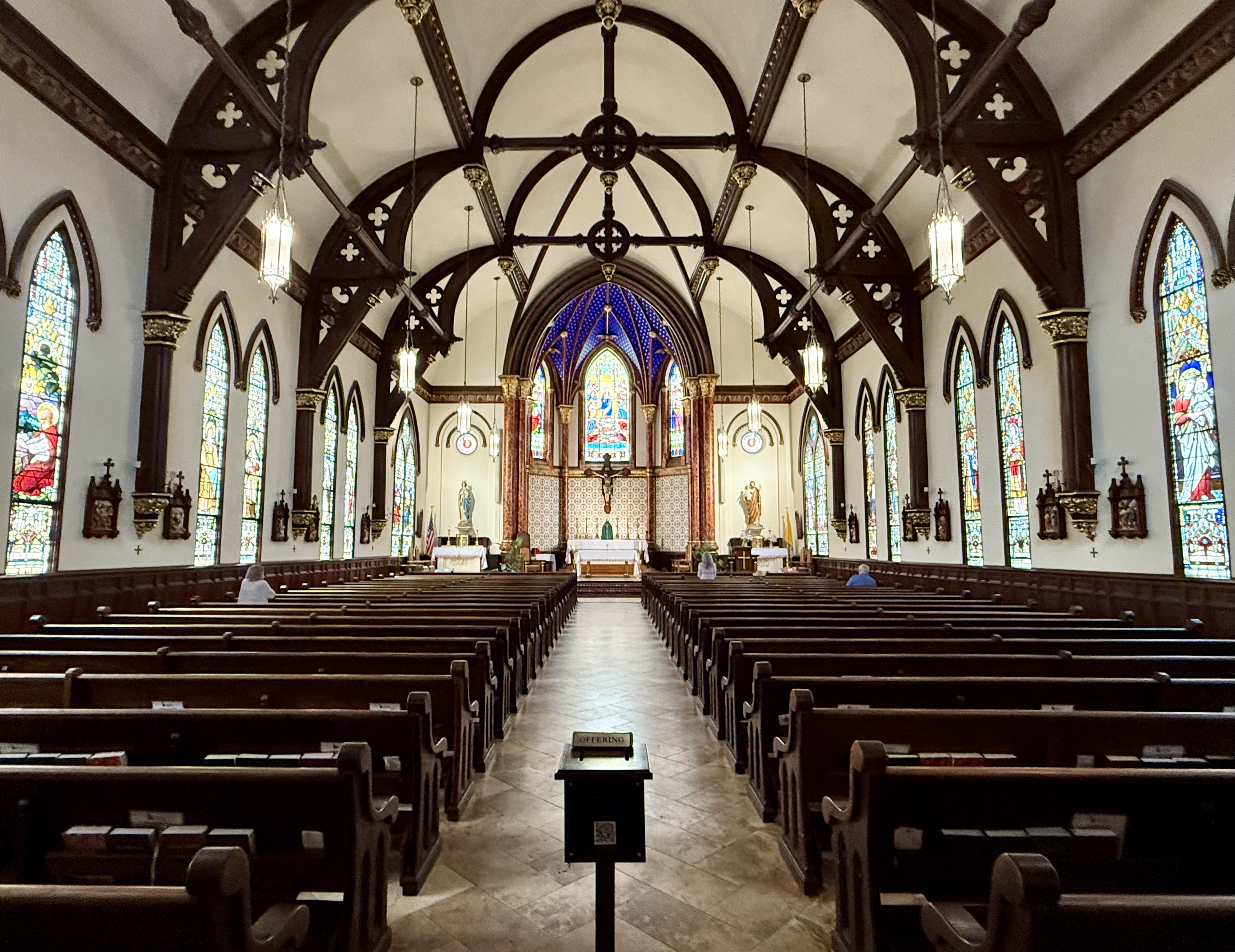
Vista hacia el altar
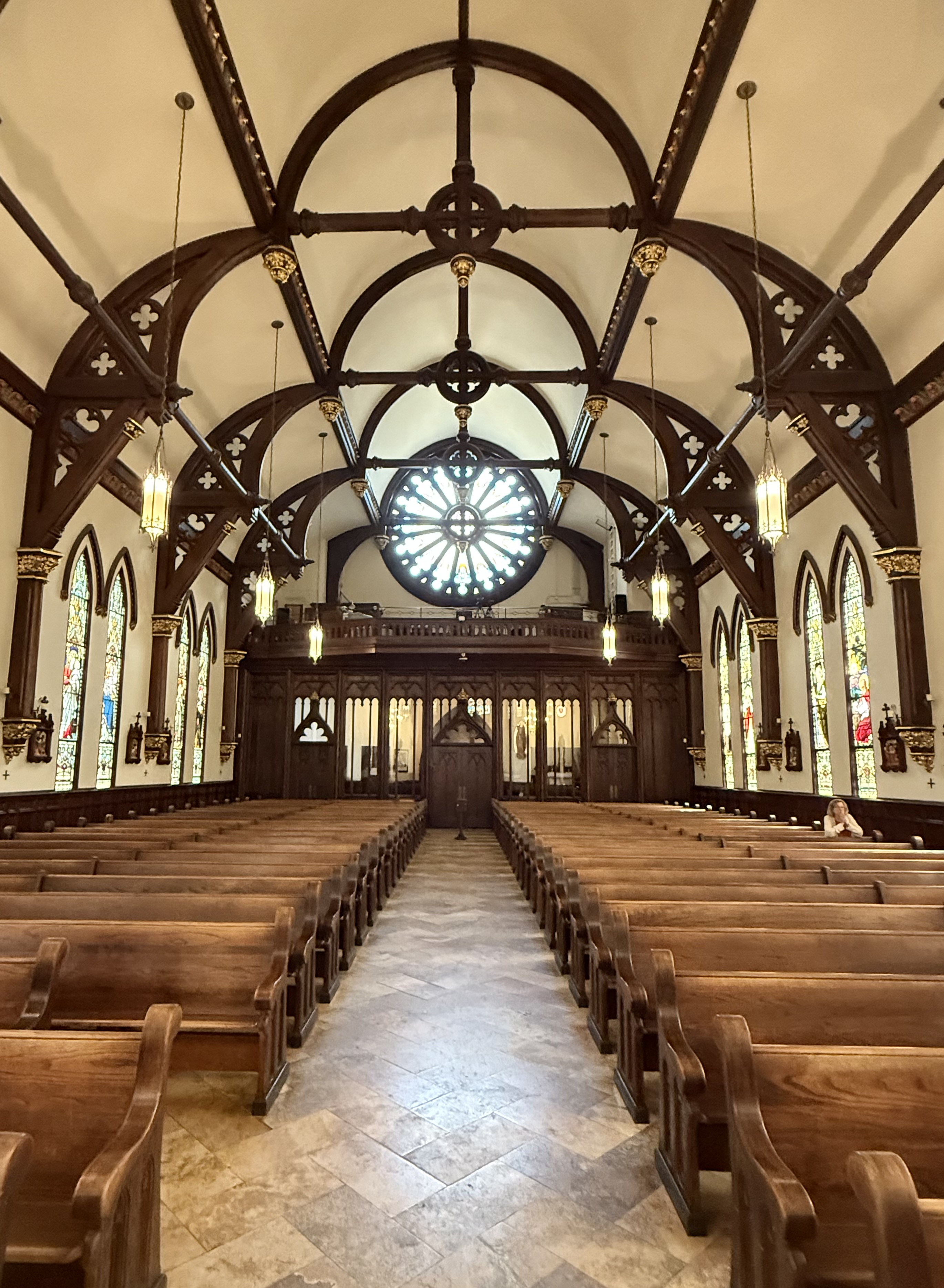
Vista hacia la galería
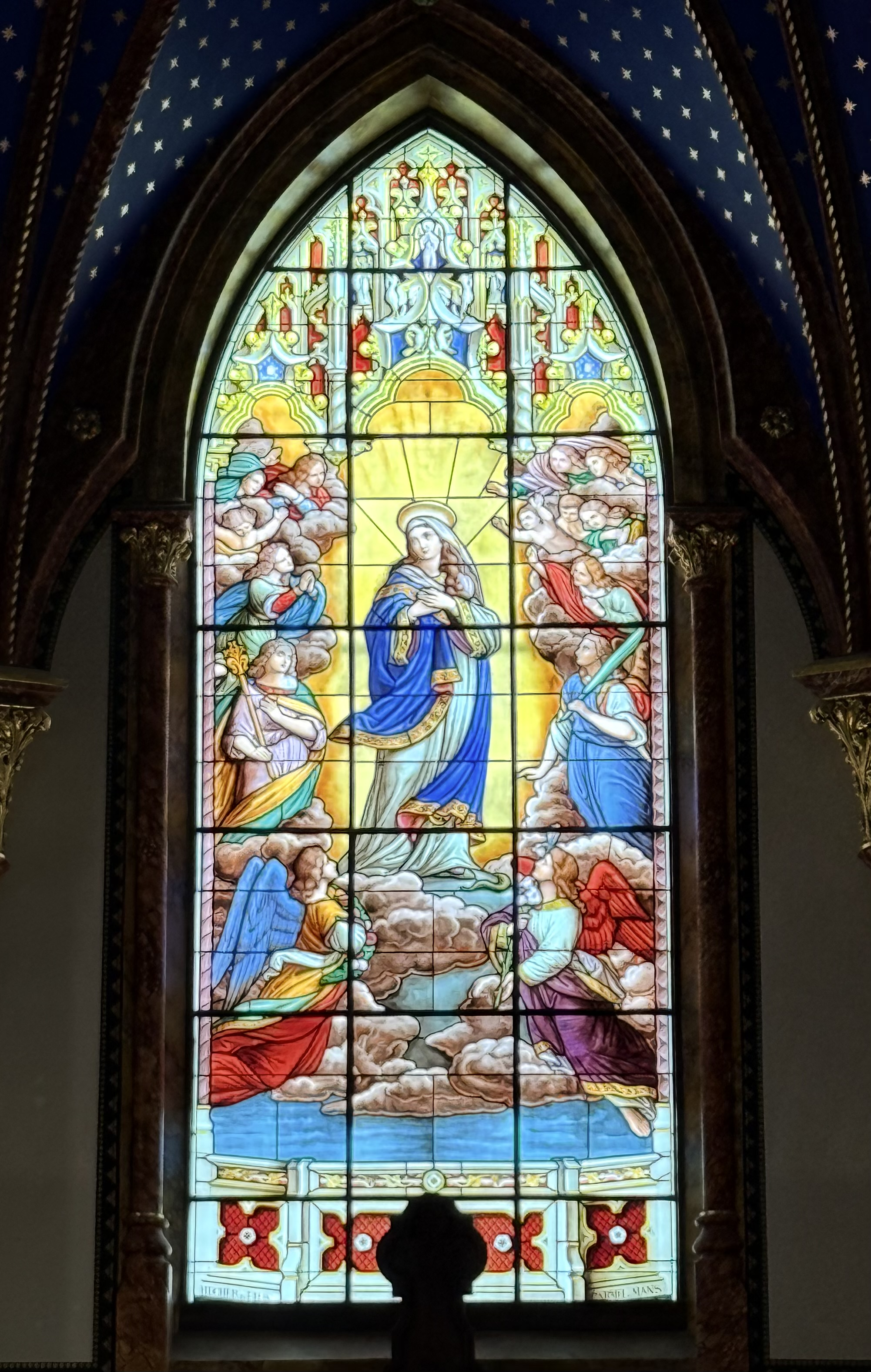
Vidriera